# Martin Wood
Martin Wood er en canadisk tv-instruktør og producer, der bedst er kendt som en af instruktørerne bag science fictionserierne Stargate SG-1 og Stargate Atlantis. Han har desuden instrueret filmen Stargate: Continuum.

## Ekstern henvisning
- Martin Wood på Internet Movie Database (engelsk)
- Martin Wood på Filmdatabasen
- Martin Wood på Svensk Filmdatabas (svensk)
- Martin Wood på AlloCiné (fransk)
- Martin Wood på AllMovie (engelsk)
- Martin Wood på The Movie Database (engelsk)